# 甘川铁线莲
甘川铁线莲（学名：Clematis akebioides）为毛茛科铁线莲属下的一个种。

## 扩展阅读
- 維基物種上的相關：甘川铁线莲